# دقيقة دافئة حمئية أحادية الخلية
دقيقة دافئة حمئية أحادية الخلية (الاسم العلمي: Tepidimonas fonticaldi) هي نوع من البكتيريا، سلبية الغرام، تتبع جنس الدقائق دافئة أحادية الخلية.